# 1145
| Calendário gregoriano                                                        | 1145 MCXLV                                           |
| Ab urbe condita                                                              | 1898                                                 |
| Calendário arménio                                                           | 594 – 595                                            |
| Calendário bahá'í                                                            | -699 – -698                                          |
| Calendário budista                                                           | 1689                                                 |
| Calendário chinês                                                            | 3841 – 3842 Início a 27 de janeiro (aproximadamente) |
| Calendário copta                                                             | 861 – 862                                            |
| Calendário etíope                                                            | 1137 – 1138                                          |
| Calendários hindus - Vikram Samvat - Calendário nacional indiano - Cáli Iuga | 1200 – 1201 1066 – 1067 4245 – 4246                  |
| Calendário Holoceno                                                          | 11145                                                |
| Calendário islâmico                                                          | 539 – 540                                            |
| Calendário judaico                                                           | 4905 – 4906                                          |
| Calendário persa                                                             | 523 – 524                                            |
| Calendário rúnico                                                            | 1395                                                 |
| Calendário solar tailandês                                                   | 1688                                                 |

1145 (MCXLV, na numeração romana) foi um ano comum do século XII do Calendário Juliano, da Era de Cristo, e a sua letra dominical foi G (52 semanas), teve início numa segunda-feira e terminou também numa segunda-feira.
No reino de Portugal estava em vigor a Era de César que já contava 1183 anos.
| Ano completo                         |
| ------------------------------------ |
| Ano comum com início à segunda-feira |

## Eventos
- 15 de fevereiro - eleito o Papa Eugênio III.
- 1 de dezembro - O papa Eugénio III assina a bula Quantum prædecessores com a intenção de convocar uma nova Cruzada, a segunda, em resposta à queda do estado de Edessa, um ano antes. No decurso da Segunda Cruzada (1147-1149) os cruzados flamengos e de ingleses ajudaram dom Afonso Henriques a conquistar Lisboa aos mouros em 20 de outubro de 1147.
- Reconquista de Leiria.

## Nascimentos
- Marie de Champagne, condessa de Champagne, m. 1198.